# Рудолф Херцигоња
Рудолф Херцигоња (Загреб, 10. децембар 1896 – Москва, 1937) је био хрватски револуционар, атентатор на мађарског бана Хрватске Ивана Шкрлеца 1914. године, касније један од оснивача КПЈ и СКОЈ-а и иницијатор Црвене правде. Убијен је током стаљинистичке чистке у СССР.

## Биографија
Рођен је 10. децембра 1896. године у Загребу, у великој радничкој породици.

### Револуционарни рад у Аустро-Угарској
Херцигоња је од младости припадао револуционарном покрету. Завршио је четири разреда гимназије, са Ђуром Цвијићем, Камилом Хорватином, Аугустом Цесарецом и другима, са којима је био повезан у ђачким организацијама. Био је повезан са српским ослободилачким организацијама у Аустроугарској и залагао се за српско-хрватско зближавање.
Након мале матуре уписао је Трговачку академију. 1912. године Херцигоња се повезао са младобосанским револуционаром Владимиром Гаћиновићем. Године 1913. упознао се са загребачким анархистом Маријаном Јакшићем, са којим је основао тајну револуционарну организацију. Њих двојица су потом прешли у Београд, где су се повезали са истомишљеницима из Народне одбране и других организација. Они су се вратили из Србије одушевљени, говорећи да су тамо нашли "више слободе него у Хрватској". По повратку су окупили око себе групу омладинаца револуционара.
Године 1914, као осамнаестогодишњак, са још једним омладинцем Јаковом Шафером је покушао атентат на мађарског бана Хрватске и Славоније барона Ивана Шкрлеца. Шафер и Херцигоња су 29. маја 1914. покушали бомбама да изведу атентат у Загребачкој опери на бана Шкрлеца и надвојводу Леополда Салватореа. Атентат је пропао, а Херцигоња је убрзо ухапшен, како он верује, на основу издаје бившег члана организације Маријана Јакшића. Осуђен је на 8 година робије за "злочинство потајног уморства" и "злочинство велеиздаје". Казну је издржавао у затвору у Лепоглави, где је био подвргнут тортури.
Херцигоња је ослобођен након 4 године робије пропашћу Аустроугарске и објавом амнестије коју је прогласила Хрватско-славонска-далматинска земаљска влада 30. октобра 1918. године.

### Револуционарни рад у Југославији
По стварању Краљевине СХС, видевши да се његови идеали народне слободе нису остварили, Херцигоња је приступио комунистичком покрету. Посебно је био огорчен што је управник лепоглавске казнионе, Јосип Шабан, који га је мучио, остао на положају. Херцигоња је постао члан КПЈ од оснутка 1919. године. Такође је био један од организатора оснивачке конференције СКОЈ-а, а 10. октобра 1919. године изабран је за члана секретаријата Привременог одбора СКОЈ-а. Од 1. децембра исте године уређивао је гласило Комунистичке омладине Југославије »Црвену заставу«, био је први главни уредник гласила.
Дана 27. марта 1920. године је жестоко говорио на великом штрајку рудара угљеника Иванец и Ладање (котар Иванец), а исто тако Маретић, Коњшчина, Голубовец Стари и Голубовец Нови (котар Златар).
На првом конгресу СКОЈ-а у Београду 14. јуна 1920. делегација загребачких скојеваца иступила је против учешћа КПЈ на предстојећим изборима за Конституанту. Нарочито је против тога иступао члан најужег руководства СКОЈ-а Рудолф Херцигоња, уз подршку веће групе загребачких средњошколаца и студената. Због тога су чланови партијског руководства Ђуро Цвијић и Камило Хорватин добили задатак да га увере у исправност одлуке ЦК КРЈ. Херцигоња и група око њега квалификовани су као »пелагићевско-анархистичка група«. Са њим су били Златко Шнајдер, Јанко Мишић, Маријан Стилиновић и Родољуб Чолаковић. Њима се супротстављао члан руководства СКОЈ-а Стјепан Цвијић.
Након доношења Обзнане, Херцигоња је веровао да је индивидуални терор једино преостало средство борбе пролетеријата у Краљевини Срба, Хрвата и Словенаца. Он је покренуо оснивање Црвене правде, револуционарне терористичке организације коју је у фебруару 1921. у Загребу основала група младих комуниста, незадовољних опортунистичком политиком тадашњег партијског руководства. "Црвеноправдаши" су били решени на радикалне методе борбе, терор и атентате. Поред Херцигоње, вође су били Родољуб Чолаковић и Јанко Мишић.
Херцигоња је после законске забране комунистичког деловања успео да придобије бројне скојевце за идеју индивидуалних терористичких акција. Мрежа са тројкама би требало да се рашири преко целе Југославије, чланови би се одрекли имовине, породице, њима би командама управљао извршни комитет. Термин и институција “извршни комитет” преузет је од руске терористичке организације Народна воља. Рудолф Херцигоња је био у вези и са активистима у радничком покрету (Аугуст Цесарец, Ђуро Цвијић и Симо Миљуш).
Учествовао је у припремању атентата на министра полиције Драшковића. Међутим, убрзо се повукао и био против атентата, јер "идеје из манифеста нису још популаризиране", но остали црвеноправдаши одлучили су да га изврше. Јула 1921. године, члан те организације, Алија Алијагић, извршио је атентат на министра полиције Милорада Драшковића и убио га са два револверска метка. Када су после атентата почела хапшења, оснивач „Црвене правде“ Рудолф Херцигоња је побегао у иностранство. За њим је расписана потерница са наградом од 10.000 динара.

### Емиграција у СССР
Херцигоња је из Југославије успео илегално прећи у Аустрију преко Марибора. У Бечу се сусрео с члановима партијског руководства Ђуром Цвијићем и Камилом Хорватином који су раније емигрирали у Беч. У то време у Бечу се налазила доста бројна југословенска емиграција која се окупљала око Клуба југословенских студената марксиста.
Према подацима Министарства унутрашњих послова Краљевине СХС од 4. фебруара 1922. године, он се скривао под именом Милан Ајсенстер у Бечу. Међутим, аустријска полиција није успела да га пронађе. У Бечу је чекао дозволу за одлазак у Москву.
С дозволом заменског руководства КПЈ Трише Кацлеровића и Моше Пијаде, он је саставио писмо и »курирску пропусницу« коју му је наводно издао министар Светозар Прибићевић и то послао у Београд бившем председнику владе Стојану Протићу, који их је објавио у листу »Радикал«. Писмо и наводна »курирска пропусница« оптуживали су министра Прибићевића и владу за наводну помоћ у организацији атентата на министра Драшковића. Ови »документи« су изазвали јавни сукоб Протић — Прибићевић, али нису ублажили казну комунистима суђеним у видовданском процесу у Београду, а нити помогли да Алија Алијагић не буде обешен.
Након овога, Херцигоња је учествовао 1922. године на Првој земаљској конференцији КПЈ. Тек у мају 1923. године је без потребних докумената упућен у Совјетску Русију. Он је након доласка у Лењинград задржан три мјесеца у затвору, док није стигла потребна документација. Када је његов предмет испитан, упућен је на рад у Москву, под лажним именом Сергеј Николајевич Миронов. Запослен је као инструктор ЦК у Међународној организацији за помоћ револуционарима (МОПР) која је била у саставу Коминтерне. Та је организација преко међународног радничког покрета деловала активно у многим европским земљама. У тој организацији примљен је за члана Руске комунистичке партије (бољшевика). Као инструктор ЦК МОПР-а боравио је у току 1926—1927. године у Мексику.
Рудолф Херцигоња је био у Москви члан најужег партијског актива при представништву КПЈ и Извршном комитету Комунистичке интернационале. Од 1929. године предавао је на југословенском сектору Комунистичког универзитета националних мањина Запада (КУНМЗ) предмет физичку географију.
Почетком 1930-их година из МОПР-а био је премештен у Комесаријат за планирање (госплан). По задатку ове установе често је путовао по Совјетском Савезу, нарочито у Сибир, где се прехладио па му се активирала туберкулоза. Једно је време био задужен за рад у југословенском емигрантском клубу у којем се сакупљала сва југословенска емиграција у Москви. Затим је до 1935. године био помоћник представника КПЈ при Извршном комитету Комунистичке интернационале Владимира Ћопића. У то време припадао је групи ужег партијског актива у Москви, који су чинили: Јосип Броз, Стјепан Цвијић, Радомир Вујовић, Филип Филиповић, Божидар Масларић, Едвард Кардељ, Роман Филипчев, Драгутин Густинчич и Стјепан Зинић.
Учествовао је у припремама за Седми конгрес Коминтерне 1935. године. Након конгреса био је послан на рад у издавачко предузеће Коминтерне »Инострани радник«. То се предузеће бавило издавањем марксистичке литературе, међу којом издавањем изабраних дела Лењина на хрватско-српском језику. Тих година је Херцигоња написао брошуру о националном питању, али до данас није установљена судбина његовог списа.
Херцигоња је крајем 1936. године кад је почео Шпански грађански рат тражио да га пошаљу као добровољца у Шпанију. Међутим, Коминтерна га није пуштала »због његовог бежања из Југославије 1921. године«.

### Хапшење и смрт
Године 1937, био је кандидат за одлазак на рад у Канаду да ради међу југословенским исељеницима. Међутим, он није дочекао решење Коминтерне о одласку у Канаду, јер је 23. августа 1937. године ухапшен. Следећег дана, његова жена Барица Дебељак је обавестила о хапшењу Ђуру Цвијића. Он јој је саветовао да се обрати Димитрову. Сви су били уверени да се ради о забуни. Међутим, ускоро је ухапшен и Ђуро Цвијић.
Херцигоња је убијен током Стаљинове велике чистке.

Посмртно је рехабилитован од Војног колегијума Врховног суда Совјетског Савеза 3. октобра 1963. године.

## Дела
- Лепоглавски вампир, 1919.

## Цитати
Признајем се Југославеном и присташа сам југославенске државе, јер кроз њу води пут до потпуне слободе човјечанства. И зато сам склон свакој акцији која иде за остварењем југославенске идеје.